# Paź korsykański
Paź korsykański (Papilio hospiton) – gatunek motyla z rodziny paziowatych występujący na wyspach Korsyka (Francja) i Sardynia (Włochy). Nie jest zagrożony wyginięciem. Osiąga rozpiętość skrzydeł od 34 do 38 mm.